# برج الوقف
برج الوقف (بالإنجليزية: WAQF Tower)‏ هو ناطحة سحاب في نيامي، النيجر، وهو أطول مبنى في البلاد، حيث يبلغ ارتفاعه 58.85 مترًا، انتهى البناء في عام 2019. تم وضع الأساس بشكل احتفالي من قبل رئيس النيجر محمد إيسوفو.